# Ctětín
Ctětín är en ort i Tjeckien.   Den ligger i regionen Pardubice, i den centrala delen av landet, 110 km öster om huvudstaden Prag. Ctětín ligger 514 meter över havet och antalet invånare är 268.
Terrängen runt Ctětín är huvudsakligen platt, men den allra närmaste omgivningen är kuperad. Runt Ctětín är det ganska tätbefolkat, med 172 invånare per kvadratkilometer. Närmaste större samhälle är Chrudim, 13,8 km norr om Ctětín. I omgivningarna runt Ctětín växer i huvudsak blandskog.